# Johannes Haquini (domprost)
Johannes Haquini, död 1563, var en svensk präst och domprost i Linköping. 

## Biografi
Johannes Haquini studerade utomland och blev magister. 1547 blev han domprost i Linköpings församling, Linköping. Han deltog 1562 i en biskopsvisitation i Risinge församling tillsammans med biskopen Erik Falck. Haquini avled 1563.

### Familj
Haquini var gift med Brita Olofsdotter (död 1595). Efter Haquinis död gifte Olofsdotter om sig med domprosten Laurentius Joannis i Linköping.